# Ononis natrix
Ononis natrix är en ärtväxtart som beskrevs av Carl von Linné. Ononis natrix ingår i släktet puktörnen, och familjen ärtväxter.
Kronbladen är gula, ofta med röda ådror.

## Underarter
Arten delas in i följande underarter:
- O. n. angustissima
- O. n. arganietorum
- O. n. candeliana
- O. n. falcata
- O. n. filifolia
- O. n. garianica
- O. n. hesperia
- O. n. hispanica
- O. n. mauritii
- O. n. natrix
- O. n. polyclada
- O. n. prostrata
- O. n. ramosissima
- O. n. stenophylla

## Bildgalleri

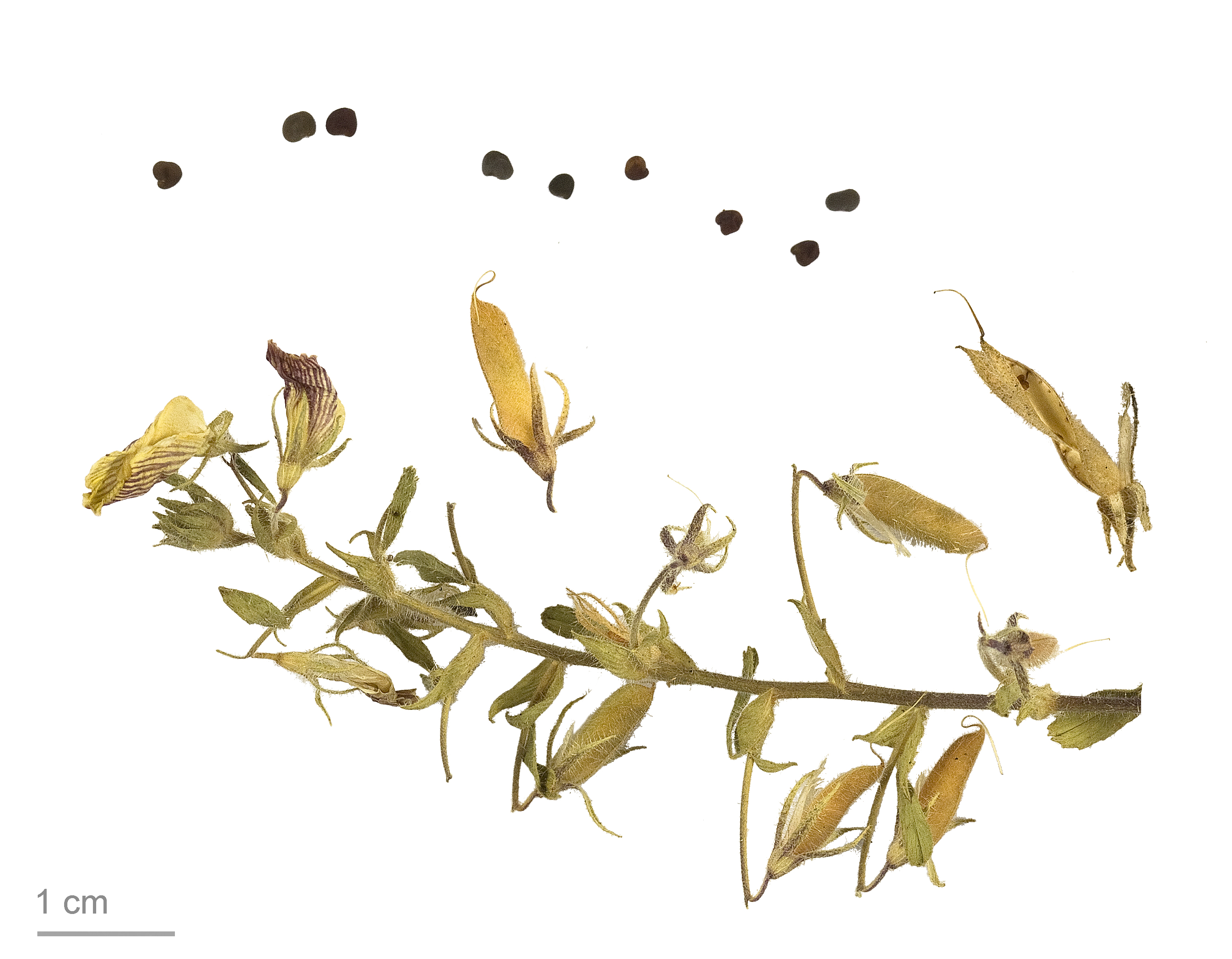
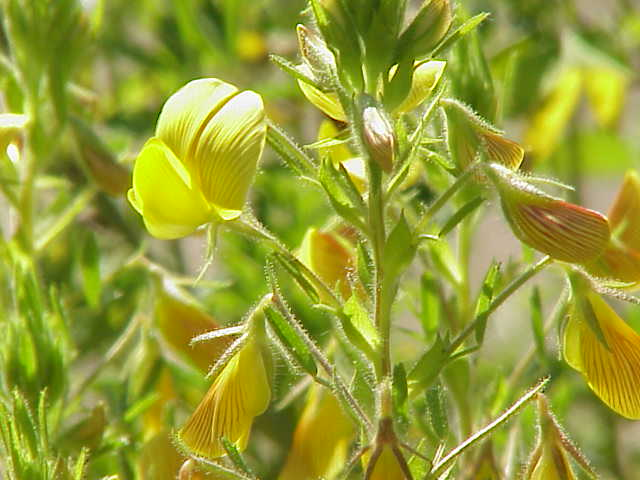
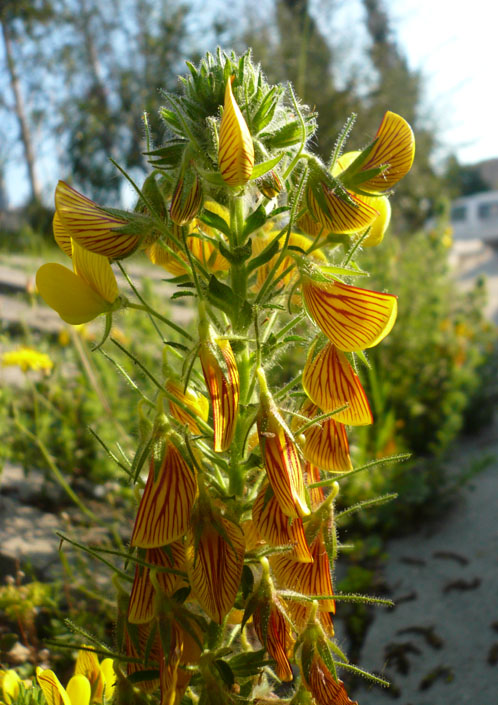
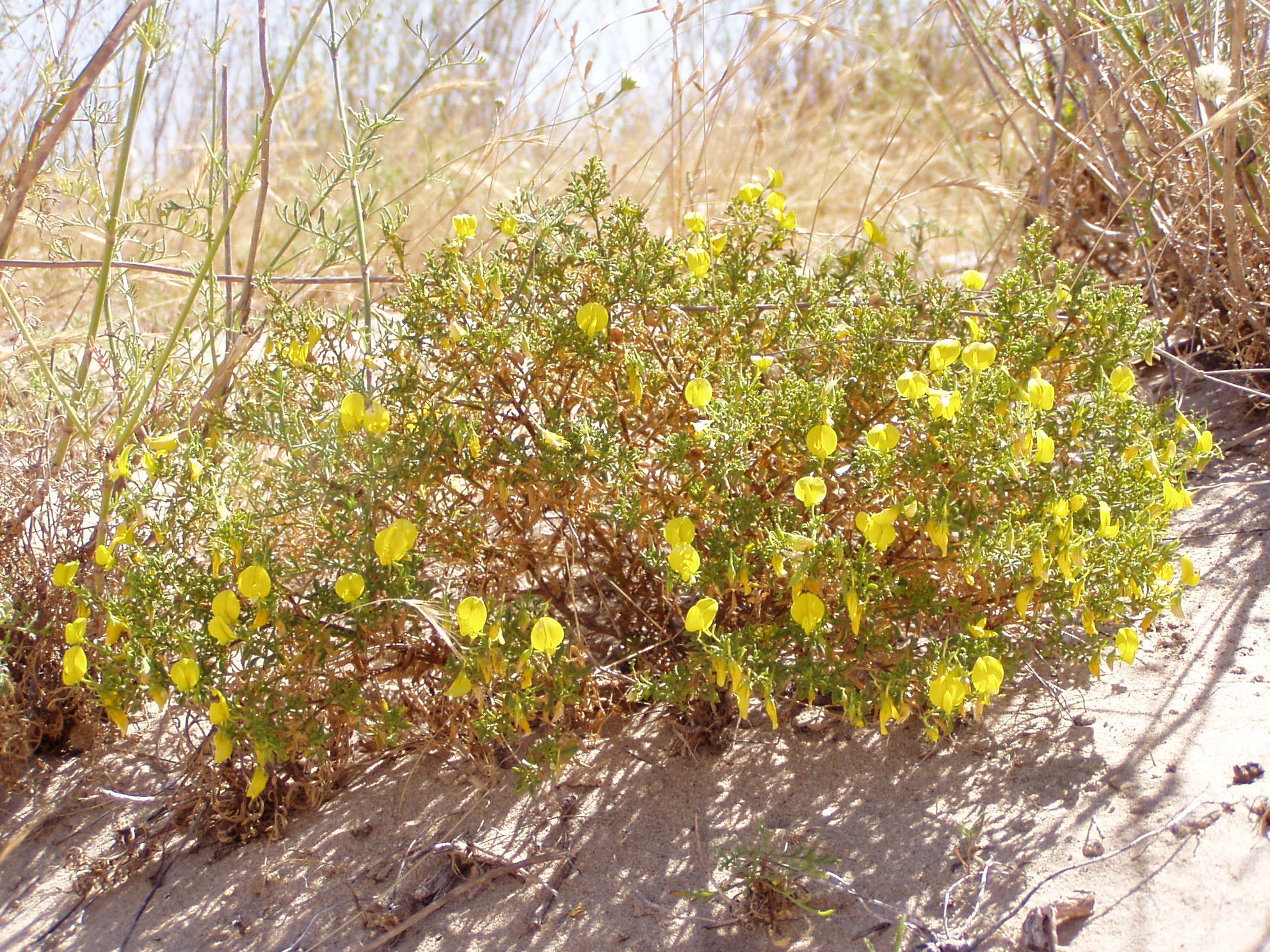
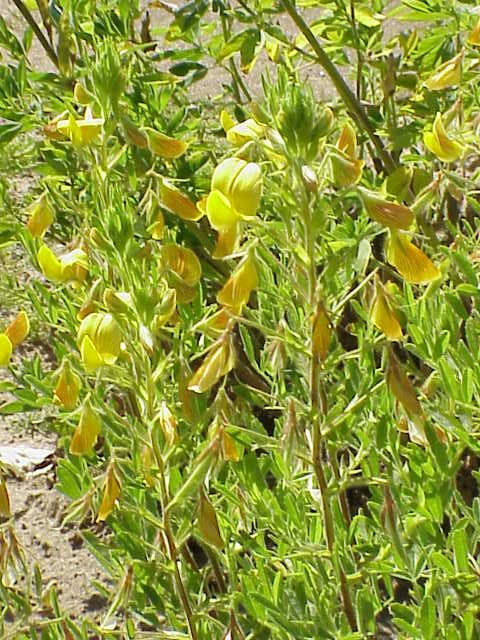